# Merizo
Merizo (Chamorro : Malesso') est l’une des dix-neuf villes du territoire des États-Unis de Guam. Elle la plus méridionale de l'île de Guam et le lieu habité des États-Unis le plus proche de l'équateur. Elle regroupe un territoire rattaché à l'île de Guam et de sept îles et îlots dont Cocos Island, seule île habitée uniquement en été.

## Climat
| Mois                              | Janvier | Février | Mars  | Avril | Mai  | Juin | Juillet | Août  | Septembre | Octobre | Novembre | Décembre | Année  |
| --------------------------------- | ------- | ------- | ----- | ----- | ---- | ---- | ------- | ----- | --------- | ------- | -------- | -------- | ------ |
| Température minimale moyenne (°C) | 24,1    | 24,5    | 24,6  | 24,6  | 24,5 | 24,4 | 23,8    | 23,5  | 23,7      | 23,6    | 24,3     | 24       | 24,2   |
| Température moyenne (°C)          | 27,5    | 27,3    | 27,5  | 27,6  | 27,7 | 27,5 | 27,4    | 27,1  | 27,3      | 27,4    | 27,8     | 27,5     | 27,5   |
| Température maximale moyenne (°C) | 30,5    | 30,2    | 30,3  | 30,6  | 30,8 | 30,6 | 30,9    | 30,7  | 31        | 31,2    | 31,2     | 30,9     | 30,7   |
| Record de froid (°C)              | 22,1    | 22,7    | 23    | 22    | 22,5 | 23,3 | 21,3    | 21,6  | 22,5      | 22,1    | 23,1     | 22,2     | 21,3   |
| Record de chaleur (°C)            | 31,1    | 31,1    | 31,5  | 32,3  | 31,4 | 31,5 | 31,8    | 31,5  | 31,7      | 31,7    | 31,9     | 31,7     | 32,3   |
| Précipitations (mm)               | 218,4   | 223,5   | 208,2 | 276,6 | 287  | 325  | 314,9   | 383,5 | 332,7     | 271,7   | 281,9    | 279,4    | 3403,6 |

## Géographie
La commune de Merizo administre un territoire rattaché à l'île de Guam ainsi que sept ïles et îlots dont : Cocos Island, Fofos, Babe Island, As-Gadao et Agrigan. Le lagon de Cocos (ou lagon des Cocos ou lagon Cocos) est aussi situé sur le territoire de la commune. Le Parc de la Jetée de Merizo se situe au nord de la ville. Le territoire marin de la commune abrite aussi l'une des cinq réserve marine de Guam, la réserve marine du récif d'Achang,.

### Environnement
L'Agence de Protection de l'Environnement de Guam (en anglais Guam Environmental Protection Agency) a annoncé, le 20 février 2006, que le lagon de Cocos (ou lagon des Cocos ou lagon Cocos) était contaminé par des polychlorobiphényles (PCB).